# Maladie de Werdnig-Hoffmann
Cet article court présente un sujet plus développé dans : Amyotrophie spinale.
 Mise en garde médicale
La maladie ou syndrome de Werdnig-Hoffmann, ou amyotrophie spinale infantile sévère, ou amyotrophie spinale de type 1, est une pathologie d'origine génétique (autosomique récessive). Il s'agit d'une forme d'amyotrophie spinale.
Elle débute avant l’âge de 6 mois et se caractérise par l’absence d’acquisition de la station assise.